# Dip (バンド)
dip（ディップ）は、日本のサイケデリック・ロックバンド。

## 概要
1991年、ヤマジカズヒデを中心に結成。前身は1987年から活動していたロックバンド「DIP THE FLAG」。
1993年7月のファースト・アルバム『dip』はインディーズ・チャートで1位を獲得。同年12月にシングル『冷たいくらいに乾いたら』で東芝EMIからメジャー・デビューし、数枚のアルバムを残す。中でも、サード・アルバム『love to sleep』は「ぴあ」の「90年代の名盤100」に選出されている。
また、豊田利晃監督の映画『ポルノスター』（1998年公開）と『ナイン・ソウルズ』（2003年公開）ではサウンドトラックを担当している。

## メンバー
- ヤマジカズヒデ（1966年3月25日 - ）：ボーカル、ギター
  - 神奈川県出身。B型。
- ナカニシノリユキ（1968年7月15日 - ）：ドラム
  - 石川県出身。B型。ドラム→脱退→ベースで復帰→ドラム。
- ナガタヤスシ：ベース
  - ベース→脱退→ギター、ボーカルで復帰→ベース

### 旧メンバー
- イズミコウジロウ（1969年3月2日- ）：ベース
  - ex ツェツェグ、ex エレキブラン
- ヨシノトランス（1969年8月20日 - ）：ベース
  - 北海道出身。AB型。
- ナカムラキヨシ：ドラム

### 旧サポートメンバー
- BERATREK：ベース
- ミウラマキ：ギター
  - ex 裸のラリーズ、ex 不失者、静香
- ササタカシ：ドラム
- ナカイマナブ：ギター
  - Real Birthday、ex Autopilot
- テツヤ：ギター
- ピコ：キーボード
- クジヒロコ：キーボード
- ヨコヤマサトシ：ギター
  - Shita

## ディスコグラフィ

### アルバム
- dip （1993年7月20日 UKプロジェクト）
- I'll Slip Into The Inner Light （1994年1月26日 東芝EMI）
- love to sleep （1995年1月25日 東芝EMI）
- time acid no cry air （1997年9月26日 東芝EMI）
- weekender （1999年3月17日 東芝EMI）
- cracked （2000年 SSE） - ライブ・アルバム
- underwater （2003年7月2日 リトルモア）
- funmachine （2004年11月30日 リトルモア）
- pharmacy （2005年3月2日 リトルモア） - ライブ・アルバム
- feu follet （2007年12月5日 UKP）
- after LOUD （2009年10月7日 UKP）
- HOWL（2013年7月17日 UKP）
- OWL（2013年7月17日 UKP）
- neue welt（2014年4月2日 UKP）
- HOLLOWGALLOW（2023年12月13日 UKP）

### シングル
- 冷たいくらいに乾いたら （1993年12月1日 東芝EMI）
- WAITING FOR THE LIGHT （1994年10月19日 東芝EMI）
- DEAR PRUDENCE （1994年 東芝EMI） - 12インチ・シングル
- DREAD204 （1999年1月27日 東芝EMI）

### その他
- 13flowers （1996年10月23日 東芝EMI） - ミニアルバム
- 13towers （1996年10月23日 東芝EMI） - ミニアルバム
- 9souls （2003年7月2日 リトルモア） - 映画『ナイン・ソウルズ』サウンドトラック